# Ampermetar
Ampermetar je mjerni instrument namijenjen mjerenju jakosti električne struje u električnim krugovima. Kako se jakost električne struje mjeri u amperima (A), mjerni instrument je najprirodnije bilo nazvati ampermetrom. Na sličan način mjerne instrumente koji mjere manje jakosti struje nazivamo miliampermetrima, odnosno mikroampermetrima. Najstarije izvedbe ampermetara koristile su u svom radu Zemljino magnetsko polje, no već u drugoj polovici 19. stoljeća konstruirane su poboljšane izvedbe ampermetara koje su se mogle ugraditi u bilo kojem položaju i koje su bile dovoljno točne i pouzdane za svestranu upotrebu.

## Povijest
Povezanost između električne struje, magnetskog polja i mehaničkih sila prvi puta je opazio Hans Christian Ørsted koji je 1820. promatrao otklon igle kompasa u blizini električnog vodiča protjecanog električnom strujom. Prvi galvanometri mjerili su jakost i smjer električne struje oslanjajući se na jakost magnetskog polja Zemlje. Međutim, takvi su električni instrumenti za mjerenje mogli služiti svojoj svrsi samo ako su bili pravilno usmjereni u odnosu na smjer magnetskog polja Zemlje. Osjetljivost instrumenata bila je povećana dodavanjem većeg broja zavoja kroz koje je protjecala električna struja.

## Izvedbe

### Galvanometar s pomičnim magnetom
Galvanometar s pomičnim magnetom izumljen je 1820. na temelju istraživanja Hansa Oersteda koji zapazio da se pri zatvaranju strujnog kruga stvara magnetsko polje koje djeluje na magnetnu iglu kompasa. Galvanometar s pomičnim magnetom je 1820. izumio Johann Schweigger. Ovaj galvanometar se danas vrlo malo koristi, a sastoji se od običnog kompasa preko koga je namotan određen broj namotaja izolirane žice kroz koje se propušta struja. Namatanje se vrši u pravcu oznaka sjevera i juga. Prije mjerenja se namotaji usmjere u pravcu sjever-jug kako bi magnetsko polje Zemlje usmjerilo iglu kompasa, a magnetsko polje električne zavojnice bilo okomito na njega. U ovisnosti o jačini struje igla kompasa se otklanja od pravca sjever-jug.

### Ampermetar s mekim željezom
Kod ampermetra s mekim željezom (feromagnetizam) tijek struje kroz električnu zavojnicu stvara magnetsko polje koje uvlači pomičnu kotvu od mekog željeza. Pomicanje kotve uzrokuje na prikladan način odgovarajući otklon kazaljke ampermetra na desno. Premda jednostavan i robustan, otklon kazaljke nije linearan u ovisnosti o jakosti električne struje, a zbog nelinearne karakteristike magnetizacije mekog željeza. Ova vrst ampermetra, međutim,  za razliku od ostalih vrsta ampermetara bilježi i jakost istosmjerne električne struje i jakost izmjenične električne struje što je ampermetru s mekim željezom svojevremeno davalo određene prednosti. Ampermetari s mekim željezom se već dugo vremena ne koriste i ustupili su mjesto točnijim izvedbama.

### Galvanometar (ampermetar) sa zakretnim svitkom
Galvanometar je vrst ampermetra. D'Arsonvalov galvanometar sa zakretnim svitkom (engl. Moving Coil Galvanometer) koristi međudjelovanje magnetskog polja permanentnog magneta i magnetskog polja električne zavojnice protjecane istosmjernom električnom strujom. U osnovi se radi o jednoj vrsti ampermetra koji bilježi i mjeri električnu struju u oba smjera, te ima neutralni položaj kazaljke u sredini skale, a ne na krajnjem lijevom položaju. Pri spajanju galvanometra u električni krug ne moramo zato paziti na polaritet spajanja, dok se pri spajanju ampermetra u strujni krug mora točno poznavati i smjer i jakost struje te u skladu s njima izvesti spajanje kako bi se spriječilo eventualno oštećenje.
Suvremenu izvedbu ovog instrumenta je konstruirao Edward Weston uz korištenje dviju prikladno izvedenih spiralnih opruga koje su davale odgovarajuću mehaničku protusilu. Postizanjem jednolike širine razmaka između jezgre instrumenta i polova permanentnog magneta postignuta je zadovoljavajuća linearnost i točnost pokazivanja instrumenta. Početni položaj kazaljke je na krajnjem lijevom dijelu skale, a različite izvedbe imaju pun otklon kazaljke za nazivnu vrijednost istrosmjerne električne struje od 25 mikroampera do kojih 10 miliampera. Suvremene izvedbe ovih mjernih instrumenata imaju grešku u mjerenju manju od 2,5% pri punom otklonu kazaljke. Za ovu vrst instrumenta rabe se nazivi instrument s pomičnim svitkom i instrument s pomičnom zavojnicom.

### Ampermetar i voltmetar sa zakretnom zavojnicom
Ampermetar sa zakretnom zavojnicom radi na sličan način kao i galvanometar sa zakretnom zavojnicom, to jest na elektromagnetskom privlačenju, odnosno odbijanju. Takav mjerni instrument može biti izveden i s mekim željezom kod kojeg se iskorišćuje magnetsko djelovanje električne struje. Kad električnom zavojnicom teče struja, ona postaje magnetična i uvlači u sebe komad mekog željeza to jače što je struja jača. Pri tom se kazaljka pomiče preko skale. Kazaljku, odnosno meko željezo, drži u ravnoteži spiralna opruga koja je jednim krajem pričvršćena na osovinu instrumenta. Za prigušivanje titranja kazaljke služi stap koji se giba u cilindru. Pravac kretanja kazaljke je neovisan o smjeru električne struje, pa se takav instrument može upotrijebiti za istosmjernu i za izmjeničnu struju.
Da bismo ampermetrom mjerili jakost struje, moramo ga serijski uključiti u strujni krug. Zbog toga ampermetar mora imati vrlo malen električni otpor, jer bi inače mjerio slabiju struju nego što je ona u stvari. Ampermetrom se mogu mjeriti samo one struje i u onim granicama kako je označeno na njegovoj skali. Uključimo li ga u jaču struju negoli je to dopušteno, ampermetar će se oštetiti, odnosno pregorjeti zbog prevelikog zagrijavanja. Međutim, na osnovi prvog Kirchhoffova zakona, ampermetrom možemo mjeriti jaču struju ako uz njega paralelno priključimo jedan otpor Rs koji se zove shunt. Pri tom će jedan dio struje Is prolaziti kroz shunt, a drugi Ia kroz ampermetar. Kako je poznata najveća dopuštena jakost struje Ia koja smije prolaziti kroz ampermetar i shunt, možemo lako izračunati ukupnu jakost električne struje. Isto tako možemo izračunati otpor shunta ako je poznata ukupna jakost struje. Budući da se jakosti struje u pojedinim granama odnose obrnuto proporcionalno s otporima tih grana, to je:
{\displaystyle R_{s}={R_{a}\cdot I_{a} \over I_{s}}}
Iz ukupne jakosti struje:
{\displaystyle I=I_{a}+I_{s}}
izlazi:
{\displaystyle I_{s}=I-I_{a}}
pa je električni otpor shunta:
{\displaystyle R_{s}={R_{a}\cdot I_{a} \over I-I_{a}}}
Ugradimo li u ampermetar veliki električni otpor, možemo ga umjeriti (baždariti) u voltima, jer umnožak struje i otpora daje električni napon. Tako dobijemo voltmetar. Voltmetar moramo uvijek spojiti s točkama između kojih želimo mjeriti električni napon, dakle paralelno s trošilom. Iz navedenog razloga, voltmetar mora imati što veći električni otpor, i to do 30 000 Ω (oma), tako da kroz njega teče što slabija struja.
Kao što ampermetar, tako i voltmetar ima dopušteno područje u kojem se napon smije mjeriti. Međutim, mi to područje možemo proširiti ako ukopčamo jedan predotpor u seriju s voltmetrom. Ako je Rg otpor voltmetra, U najviši napon koja se smije mjeriti, Ig električna struja potrebna za puni otklon instrumenta, a x iznos predotpora, tada je napon:
{\displaystyle U=I_{g}\cdot (R_{g}+x)}
a odatle je:
{\displaystyle x={U_{g}-I_{g}\cdot R_{g} \over I_{g}}}

### Ampermetar u elektrodinamskoj izvedbi
Elektrodinamski instrumenti rade na pojavi sile koja djeluje između dva električna vodiča kroz koje teče električna struja. Ova sila nastoji približiti vodiče ako struje teku u istom smjeru, a odbijati ih ako struje teku u suprotnim smjerovima. Taj se mjerni instrument sastoji od dvije električne zavojnice, od kojih se jedna može zakretati, a druga je nepomična. Ako kroz zavojnice ne teče struja, pokretna zavojnica stoji okomito na ravninu u kojoj je nepomična zavojnica. Kada s druge strane kroz obje zavojnice teče električna struja, onda na pomičnu zavojnicu djeluje sila koja ga nastoji okrenuti u ravninu nepomične zavojnice. Kako se smjer sile, a time i smjer kazaljke ne mijenja, ako se istovremeno promijeni smjer struje u obje zavojnice, to se elektrodinamski instrumenti mogu upotrebljavati za mjerenje istosmjernih i izmjeničnih struja.

### Ampermetar s vrućom žicom
Ampermetar s vrućom žicom zasniva se na pojavi da se električna žica protjecana dovoljno jakom električnom stujom zagrijava i povećava svoju duljinu. Premda ampermetri ovakve izvedbe imaju spor odziv i nisku točnost, ipak su našli svoju primjenu u nekim specifičnim područjima elektrotehnike kao što je na primjer mjerenje električne struje vrlo visokih frekvencija.

### Digitalni ampermetar
Digitalni ampermetar koristi analogno/digitalni pretvarač i posredno mjeri napon na dovoljno malom otporu,  pokazujući na zaslonu istovremeno odgovarajući iznos struje u amperima ili nekoj manjoj jedinici.

### Ampermetar sa strujnim transformatorom
Jakost izmjenične električne struje može se mjeriti i posredstvom strujnog transformatora koji nije potrebno uključiti u strujni krug. Prikladno izvedenom obujmicom obuhvaća se električni vodič kroz kojeg prolazi struja, a izmjenično magnetsko polje inducira u petlji odgovarajući izmjenični električni napon, odn. struju koja se očitava na klasičnom ampermetru.

### Ampermetar s Hallovim senzorom
Ampermetar s Hallovim senzorom je također primjer ampermetra koji nije potrebno uključiti u strujni krug. Prikladno izvedenim senzorom obuhvaća se magnetsko polje oko električnog vodiča, gdje senzor registrira električnu struju stvarajući na priključnicama električni napon proporcionalan struji kroz električni vodič. Instrument je izrazito prikladan za komercijalne potrebe u industriji i drugdje.

## Uključenje u strujni krug
Za razliku od voltmetra koji se spaja paralelno potrošaču, odnosno opterećenju u strujnom krugu, ampermetar se spaja u seriju s opterećenjem tako da je električna struja koja protiče kroz ampermetar upravo jednaka električnoj struji koja prolazi kroz potrošač (otpornik, dio složenijeg kruga i slično). Unutrašnji otpor ampermetra treba biti što manji kako bi u strujni krug unosio što manju grešku u mjerenju. Iznimka su izvedbe ampermetara kod kojih se jakost električne struje registrira posredno, putem magnetskog polja koje stvara električna struja. Kako ampermetar ima vrlo mali unutrašnji otpor i mjeri struju koja prolazi kroz strujni krug, njegovo spajanje paralelno opterećenju nalik voltmetru uzrokovat će kratki spoj dijela ili cijelog električnog strujnog kruga i imati za posljedicu moguće uništenje mjernog instrumenta i samog električnog izvora.

### Povećanje mjernog opsega
Proširenje mjernog opsega ampermetra postiže se paralelnim spajanjem otpora takozvanog shunta paralelno mjernom uređaju. Otpor shunta se određuje jednostavnim računom, a na temelju podataka o unutrašnjem otporu ampermetra i osjetljivosti ampermetra (nazivnoj vrijednosti istosmjerne, odnosno izmjenične električne struje potrebne da bi kazaljka ampermetra pokazala puni otklon). Ako je, na primjer, unutrašnji otpor ampermetra sa zakretnim svitkom 500 oma, a osjetljivost 200 mikroampera, proširenje mjernog područja ampermetra na, redom, 0 - 2 mA, 0 - 20 mA ili 0 - 200 mA izvest će se paralelnim spajanjem shunta, redom, 500/9 oma, 500/99 oma odnosno 500/999 Ohma.

## Primjene
Primjene ampermetra kao električnog mjernog instrumenta su brojne, od laboratorijskih i drugih mjerenja u elektrotehnici, pa sve do kontrole jakosti električne struje u različitim industrijskim procesima. Mjerenje i ispitivanje prijenosnih karakteristika, ranije elektronskih cijevi, a kasnije poluvodičkih elemenata bilo bi neizvedivo bez električnih mjernih instrumenata, a gradnja brojnih elektroničkih i sličnih uređaja nezamisliva.

## Vanjske poveznice
- Ampermetar Hrvatska enciklopedija